# 오진경
오진경(2006년 3월 29일 ~ )은 대한민국의 배우다. 2023년 K-외식프랜차이즈 CF로 데뷔했다.

## 방송
- 방과후 설렘 (2021) - 입학시험 탈락
- 가슴이 뛴다 (2023) - 김성영 역
- 삼남매가 용감하게 (2023) - 하림 역
- 미끼 (2023) - 조 형사 딸 역
- 아무도 없는 숲속에서 (2023) - 다니엘 역

## 영화
- 366일